# Schlagbohrmaschine

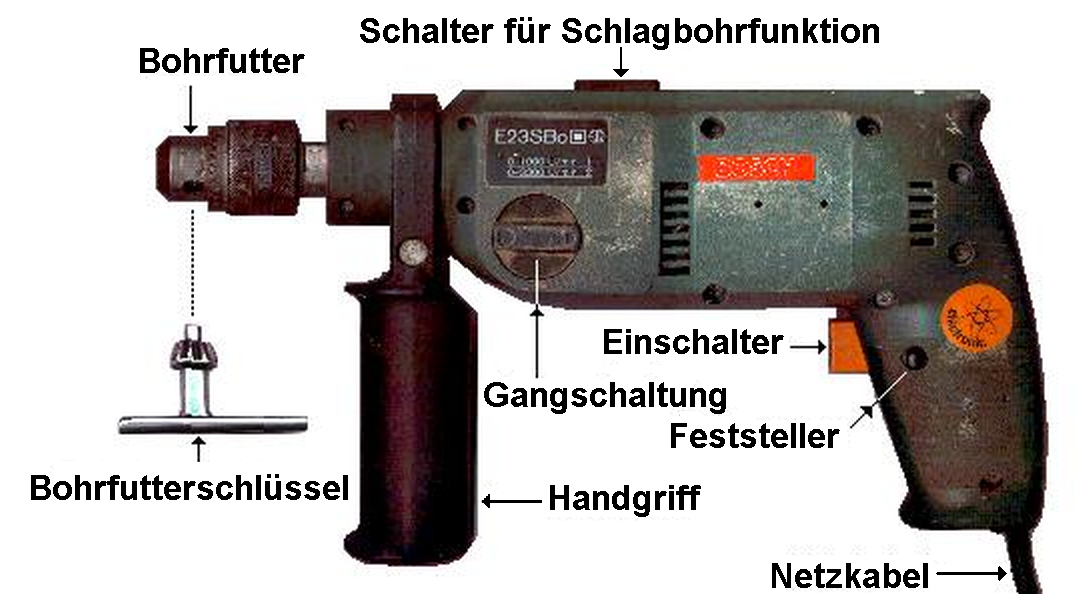
Darstellung einer elektrischen Handbohrmaschine mit zuschaltbarer Schlagbohr-Funktion

Eine Schlagbohrmaschine ist eine Bohrmaschine, bei der neben der normalen Drehbewegung eine vibrationsähnliche Bewegung in axialer Richtung zugeschaltet werden kann. Dadurch kann die Maschine ohne „Schlag“ zum Bohren in Holz, Metall, Kunststoffe und ähnlichem verwendet werden, mit „Schlag“ um in relativ feste Materialien wie Ziegelsteine oder Leichtbeton zu bohren.

## Geschichte
Robert Bosch konstruierte 1917 die erste Beton-Schlagbohrmaschine. Die Maschinenfabrik Otto Baier entwickelte 1953 als erste ein funktionsfähiges Schlagsystem für elektrische Handbohrmaschinen, zum Massenprodukt machte die Schlagbohrmaschine jedoch ab 1957 Metabo. Bis etwa in die 1970er Jahre wurden auch Zusatzgeräte angeboten, mit denen eine normale Bohrmaschine zu einer Schlagbohrmaschine aufgerüstet werden konnte, allerdings musste sie von vornherein schlagbohrfest sein, d. h. die Lager und das Getriebe mussten stabil genug ausgeführt sein um die zusätzliche Belastung auszuhalten. Da die Preise für Schlagbohrmaschinen immer weiter sanken, verschwanden diese Zusatzgeräte schließlich wieder vom Markt.

## Funktionsprinzip
Der Schlag wird mechanisch erzeugt und ungefedert auf den Bohrer übertragen. An der Antriebswelle und im Gehäusekörper der Maschine vor dem Lager befindet sich je eine schrägverzahnte Scheibe aus hochfestem Material. Dreht sich die Welle, drückt sie die gesamte Maschine nach hinten, bis die Kanten der Zahnscheiben übereinander rutschen. Dann schlägt die Maschine mit ihrem gesamten Gewicht nach vorne, der Impuls wird auf das Bohrfutter und schließlich auf den Bohrer übertragen. Da diese vom Anpressdruck des Maschinenbedieners abhängige Impulsenergie sehr gering ist, haben Schlagbohrmaschinen eine entsprechend hohe Schlagfrequenz bei hoher Reaktionskraft für den Benutzer.
Eine deutlich höhere Schlagenergie bei niedrigerer Schlagzahl erreicht der Bohrhammer. Seine Funktionsweise unterscheidet sich jedoch grundlegend von jener der Schlagbohrmaschine. Beim Bohrhammer wird die Schlagenergie einer beweglichen Masse des Schlagwerks (pneumatisch oder hydraulisch) federnd auf den in axialer Richtung beweglichen Bohrer geschlagen, der die Energie auf das Bohrmaterial überträgt.
Schlagbohrmaschinen werden mit Leistungen von ca. 400 bis zu ca. 1500 Watt hergestellt. Moderne Maschinen haben eine stufenlose Drehzahlregelung sowie Rechts-Links-Lauf. Die früher gebräuchlichen Bohrfutter mit Schlüssel werden heute weitgehend durch Schnellspannbohrfutter ersetzt, die einen werkzeuglosen Bohrerwechsel ermöglichen.